# Slomi
Slomi – wieś w Słowenii, w gminie Dornava. W 2018 roku liczyła 86 mieszkańców.